# Бленд (Колорадо)
Бленд (енгл. Blende) насељено је место без административног статуса у америчкој савезној држави Колорадо.

## Демографија
По попису из 2010. године број становника је 878.
| Група             | 2000.    | 2010.       |
| Белци             | 0 (0,0%) | 457 (52,1%) |
| Афроамериканци    | 0 (0,0%) | 7 (0,8%)    |
| Азијати           | 0 (0,0%) | 7 (0,8%)    |
| Хиспаноамериканци | 0 (0,0%) | 403 (45,9%) |
| Укупно            | 0        | 878         |